# 누 (이집트 신화)
누(Nu, Nun, Nuanet, Nunet)는 고대 이집트 신화에 나오는 최초의 신, 혼돈(무저갱(Abyss)) 그 자체이다. 신화에서의 카오스와 거의 동일하다.
이집트 창조 신화(헬리오폴리스 버전)에 따르면, 아무것도 없는 태초에 '누'라는 혼돈의 바다(혹은 심연, 나일강)가 있었고, 그곳에서 벤벤(Ben-ben)이란 언덕이 솟아올라 아툼이라는 최초의 신이 탄생하였다. 누는 파란색과 초록색의 피부를 가진 남성과 여성의 경계가 불명확상태의 모습으로 묘사되어있다. 나우넷은 누의 여성형이다.

## 이름
누의 이름은 고대 이집트어로 "심연"을 뜻한다. 누는 여성도, 남성도 아닌 모습을 가지고 있기 때문에 여성형
이름인 나우넷, 누넷으로도 불리었다. 반면에 고대 이집트 오그도아드 사상에 따라 나우넷을 누의 아내으로서 독
립된 여신으로도 표현하거나, 수호의 여신 네이트를 그의 아내로 보았다.
고대 이집트 중왕국 시대에는 "모든 신들의 아버지"라 불리었다.

## 신화

### 창조 신화
세상의 첫 시작에는 빛도 없는 혼돈의 바다, 즉 심연이 있었다. 이는 "누"라고 불리었는데, 어느날 이곳에서 벤벤이
란 언덕이 솟아올라 아툼이라는 최초의 창조신이 탄생하였다. 아툼은 태양신 라를 창조하고, 라는 법과 조화의 여신 마아트를 낳았다. 이로써 우주에는 혼돈이 사라지고 질서가 자리잡게 되었다.
고대 이집트인들은 누를 질서의 영역을 둘러싸고 있는 거대한 혼돈의 바다로 생각하였고, 그들의 세계관 중 가장 심오한 존재로 여겼다. 고대 기록에 따르면, 모든 영적인 것들과 세속적인 존재들은 모두 누에게서부터 흘러나온 것으로 여겨졌으며, 헬리오폴리스 신화에서는 누가 '아툼'과 함께 초월적인 존재로 묘사된다.

### 자웅동체
누의 모습을 보면 여성의 신체 구조인 유방이 있으며, 남성의 특징인 턱수염과 성기를 가지고 있다. 이는 그를 자웅동체의,
남성도 아닌 여성도 아닌 모습 (중성 혹은 자웅동체)으로 스스로 최초의 신을 낳은 것이라는 의미와 동시에, 혼돈을 상징하고 있다.

## 숭배
이집트 그 어느 곳에서도 누를 직접적으로 숭배하는 신전은 아직까지 발견되지 않았다. 그러나 누는 고대 이집트 역사에
걸쳐 많은 신전들의 벽화나 예술품들에 묘사되며, 가끔씩 성스러운 호수 그 자체로 표현되기도 하였고, 이집트의 도시
'아비도스'의 경우에는 지하 강의 모습으로 경배를 받았다.

## 묘사
이집트 사후세계를 그린 '관문의 서'에서, 누는 두 팔을 올려 태양의 배를 받쳐 들고 있는 모습으로 나온다.
태양의 배에는 8명의 신들이 타고있으며, 주로 아침의 태양의 신 '케프리'가 중앙에 있고 나머지 7명이 그를 둘러싸고 있는 형태로 그려진다.
후기 이집트에 갈수록, 누의 부정적인 면, 즉 혼돈과 혼란의 면이 더 누의 주요한 형태로 부각되었는데, 이는 외부의 침략과 내분으로 인하여 혼란스러웠던 당시 고대 이집트의 현실을 반영한 것으로 추정된다.

## 같이 보기
- 카오스
- 무저갱
- 오그도아드